# Saint-Corneille
Saint-Corneille är en kommun i departementet Sarthe i regionen Pays de la Loire i nordvästra Frankrike. Kommunen ligger i kantonen Montfort-le-Gesnois som tillhör arrondissementet Mamers. År 2022 hade Saint-Corneille 1 517 invånare.

## Befolkningsutveckling
Antalet invånare i kommunen Saint-Corneille
| Referens: INSEE |